# Fegor Ogude
Fegor Ogude est un footballeur nigérian, né le 29 juillet 1987 à Lagos. Il évolue comme milieu défensif.

## Palmarès
- Nigeria
  - Vainqueur de la CAN en 2013.